# 段書雲
段书云（1856年7月5日—1924年8月11日）字少沧，安徽萧县龙城镇人，清朝及中华民国政治人物。

## 生平
1856年7月5日（咸丰六年六月初四日）出生，清朝光绪三年（1877年），段书云拔贡。刑部七品小京官，刑部主事員外郎郎中，参加朝考后，段书云任军机章京，后来还曾任广东高雷阳道道员，署理广东提学使，直隸清河道。宣统二年（1910年）任津浦铁路督办。。
中华民国成立后，段书云历任湖北巡按使、湖北省民政长、徐州商埠督办、国会议员等职务。民国4年（1915年），段书云自青岛和烟台引进了玫瑰香葡萄，在萧县栽培成功。，1924年8月11日去世。

## 家庭
- 父：段广瀛[1]